# Досада
Досада је стање неукључености у садржаје који окружују личност. Праћена је расутом пажњом, осећањем нестрпљивости и незадовољства, тежњом да се избегну услови који не пружају могућност за психолошко везивање. Са све већим слободним временом, као и са цивилизацијским условима који са много страна угрожавају интегритет личности, досада се јавља као озбиљан проблем појединаца и савременог друштва.